# نوربرت فالک
نوربرت فالک (آلمانی: Norbert Falk؛ ‏ ۵ نوامبر ۱۸۷۲ – ۱۶ سپتامبر ۱۹۳۲) فیلم‌نامه‌نویس، روزنامه‌نگار و نویسنده اهل اتریش بود.
از فیلم‌هایی که وی در آن‌ها نقش داشته‌است، می‌توان به کارمن و عذاب عشق اشاره نمود.